# Miltochrista celebesa
Miltochrista celebesa là một loài bướm đêm thuộc phân họ Arctiinae, họ Erebidae.